# Gamma Scuti
Gamma Scuti (6 Scuti) é uma estrela na direção da constelação de Scutum. Possui uma ascensão reta de 18h 29m 11.85s e uma declinação de −14° 33′ 56.9″. Sua magnitude aparente é igual a 4.67. Considerando sua distância de 291 anos-luz em relação à Terra, sua magnitude absoluta é igual a −0.09. Pertence à classe espectral A1IV/V.